# Władimir Kołokolcew
Władimir Aleksandrowicz Kołokolcew (ros. Владимир Александрович Колокольцев; ur. 11 maja 1961 w Niżnim Łomowie) – rosyjski prawnik i pracownik organów bezpieczeństwa, minister spraw wewnętrznych od 2012, generał policji Federacji Rosyjskiej.

## Życiorys
Ukończył Wyższą Szkołę Polityczną im. 60-lecia WŁKSM MWD ZSRR, jest doktorem nauk prawnych. Szef Głównego Zarządu Spraw Wewnętrznych Moskwy od 7 września 2009 do 24 marca 2011 roku. Szef Głównego Zarządu Ministerstwa Spraw Wewnętrznych Rosji w Moskwie od 24 marca 2011 do 21 maja 2012 roku. Od 21 maja 2012 na stanowisku ministra spraw wewnętrznych Federacji Rosyjskiej (z tego tytułu – zastępca przewodniczącego Narodowego Komitetu Antyterrorystycznego). Zasłużony pracownik organów spraw wewnętrznych Federacji Rosyjskiej.
Z powodu inwazji Rosji na Ukrainę objęty międzynarodowymi sankcjami ze strony Unii Europejskiej, Stanów Zjednoczonych, Wielkiej Brytanii i szeregu innych państw.